# مارسيلو روجاس
مارسيلو روجاس (بالإسبانية: Marcelo Rojas Hube)‏ هو مجدف تشيلي، ولد في 23 أبريل 1963.

## وصلات خارجية
- مارسيلو روجاس على موقع الاتحاد الدولي للتجديف (الإنجليزية)
- مارسيلو روجاس على موقع أوليمبيديا (الإنجليزية)